# EV (fotografia)
EV  - skrót od  ang. exposure value (pl. wartość ekspozycji) – w fotografii, nazwa jednostki miary oraz skali ekspozycji fotograficznej. 
EV jest skalą logarytmiczną, a jej wartości mogą być (przy niskim natężeniu oświetlenia) ujemne. Koncepcja skali EV została opracowana w Niemczech w latach pięćdziesiątych XX w.
Punkt zerowy w skali EV odpowiada takiemu natężeniu oświetlenia, które spowoduje właściwe naświetlenie matrycy światłoczułej, lub tradycyjnego materiału światłoczułego o czułości ISO=100 przy ekspozycji trwającej 1 sekundę i liczbie przysłony równej f/1.
Zwiększenie ekspozycji o 1 (stopień) EV powoduje podwojenie ilości światła docierającego do matrycy światłoczułej aparatu (analogicznie: zmniejszenie ekspozycji o 1 EV powoduje zmniejszenie o połowę ilości światła docierającego do elementu światłoczułego aparatu fotograficznego).
Natężenie oświetlenia wyrażone w EV można przeliczyć na luksy według wzoru: luks = 2,5 x  2EV    (gdzie: luks - natężenie oświetlenia wyrażone w luksach, EV - natężenie oświetlenia wyrażone w stopniach EV; ISO = 100) 
| Natężenie oświetlenia | Natężenie oświetlenia | Przykład                           |
| --------------------- | --------------------- | ---------------------------------- |
| w jednostkach EV100   | w luksach             | Przykład                           |
| -4                    | 0,156                 | bezchmurna noc z księżycem w pełni |
| -2                    | 0,625                 |                                    |
| 0                     | 2,5                   |                                    |
| 1                     | 5                     | oświetlenie uliczne                |
| 2                     | 10                    | intensywne oświetlenie uliczne     |
| 3                     | 20                    |                                    |
| 4                     | 40                    | wnętrze pokoju w ciągu dnia        |
| 5                     | 80                    |                                    |
| 6                     | 160                   |                                    |
| 7                     | 320                   |                                    |
| 8                     | 640                   |                                    |
| 9                     | 1 280                 | pochmurny dzień                    |
| 10                    | 2 560                 |                                    |
| 11                    | 5 120                 |                                    |
| 12                    | 10 240                | słoneczny dzień                    |
| 13                    | 20 480                | słoneczny dzień                    |
| 14                    | 40 960                | bezpośrednie oświetlenie słoneczne |
| 15                    | 81 920                | bezpośrednie oświetlenie słoneczne |

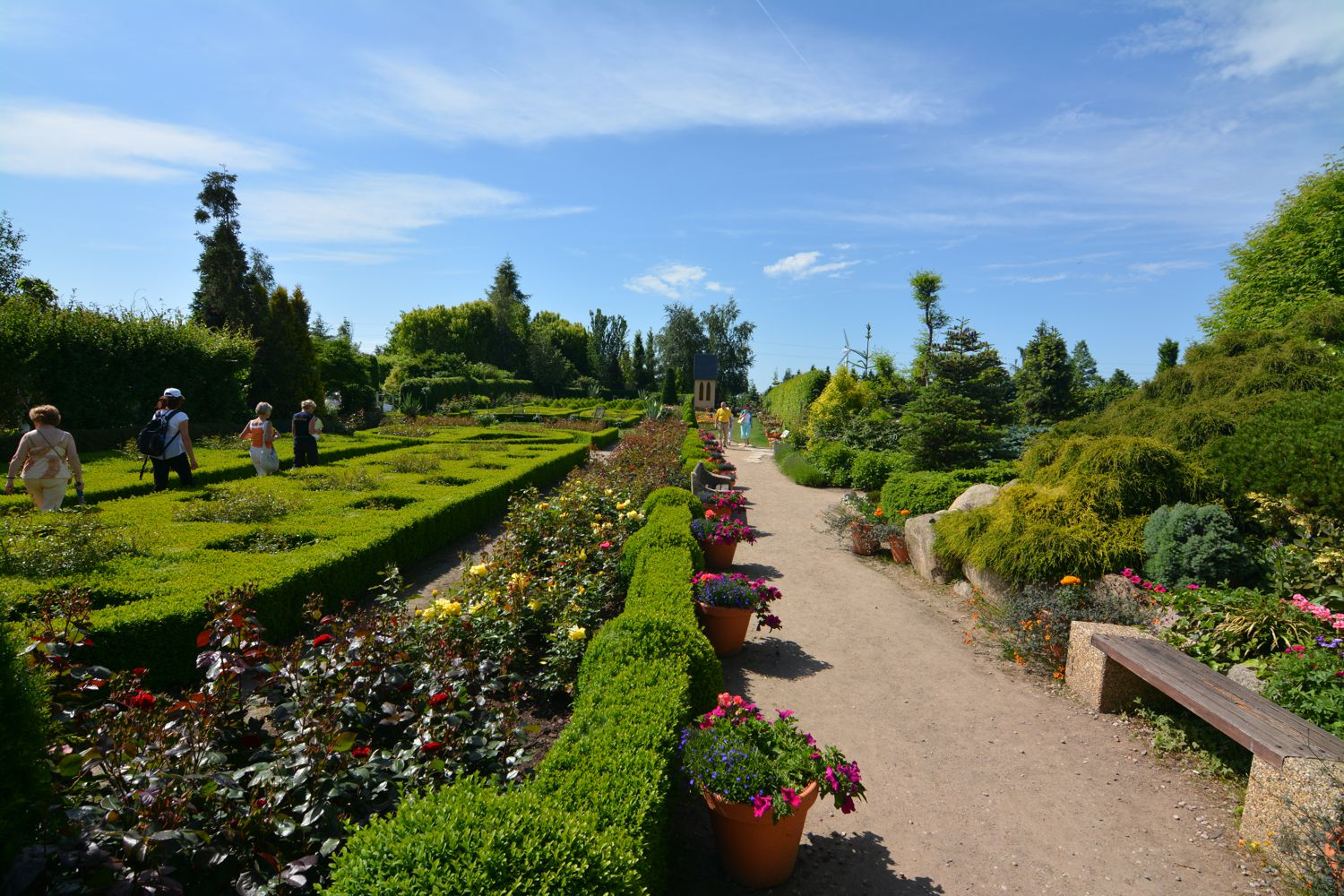
Dane EXIF tego zdjęcia (liczba przesłony f/8, czas otwarcia migawki 1/250 sekundy, czułość ISO 100) oraz poniższa tabela pozwalają określić, iż natężenie oświetlenia podczas wykonywania tej fotografii wynosiło 14 EV

Współczesne aparaty fotograficzne posiadają wbudowane światłomierze dokonujące pomiaru oświetlenia poprzez obiektyw aparatu (metoda ttl). Wyniki tych pomiarów nie są przedstawiane w postaci stopni EV lecz przeliczane od razu na odpowiadające im kombinacje liczby przesłony,  czasu otwarcia migawki  i czułości ISO. Dzięki temu aparat może automatycznie ustawić te parametry podczas wykonywania zdjęcia.
Odpowiednie wyskalowanie aparatu fotograficznego oraz zasada proporcjonalności zmiany parametrów ekspozycji fotograficznej sprawia, że danej wartości EV odpowiada cały szereg odpowiednich ustawień migawki fotograficznej (odpowiedzialnej za czas ekspozycji) i przysłony aparatu (regulującej ilość światła wpadającego przez obiektyw) – dla przykładu, wartości ekspozycji 0 EV odpowiadają następujące pary ustawień: 1s/f:1.0, 2s/f:1.4, 4s/f:2.0, 8s/f:2.8, 15s/f:4.0 itd. Zdjęcia wykonane z  tymi parami ustawień będą w takim samym stopniu naświetlone - mogą się jednak różnić od siebie głębią ostrości (ze względu na zmianę liczby przesłony) lub rozmazaniem (z powodu zmiany długości czasu otwarcia migawki). 
Poniższa tabela ekspozycji pozwala ustalić jakie nastawy aparatu (tzn. liczbę przesłony i czas ekspozycji) należy zastosować przy różnych poziomach natężenia oświetlenia wyrażonego w EV. 
|                               | liczba przysłony | liczba przysłony | liczba przysłony | liczba przysłony | liczba przysłony | liczba przysłony | liczba przysłony | liczba przysłony | liczba przysłony | liczba przysłony | liczba przysłony | liczba przysłony | liczba przysłony |
| ----------------------------- | ---------------- | ---------------- | ---------------- | ---------------- | ---------------- | ---------------- | ---------------- | ---------------- | ---------------- | ---------------- | ---------------- | ---------------- | ---------------- |
| czas ekspozycji (w sekundach) | f/1.0            | f/1.4            | f/2.0            | f/2.8            | f/4.0            | f/5.6            | f/8.0            | f/11             | f/16             | f/22             | f/32             | f/45             | f/64             |
| 60                            | −6               | −5               | −4               | −3               | −2               | −1               | 0                | 1                | 2                | 3                | 4                | 5                | 6                |
| 30                            | −5               | −4               | −3               | −2               | −1               | 0                | 1                | 2                | 3                | 4                | 5                | 6                | 7                |
| 15                            | −4               | −3               | −2               | −1               | 0                | 1                | 2                | 3                | 4                | 5                | 6                | 7                | 8                |
| 8                             | −3               | −2               | −1               | 0                | 1                | 2                | 3                | 4                | 5                | 6                | 7                | 8                | 9                |
| 4                             | −2               | −1               | 0                | 1                | 2                | 3                | 4                | 5                | 6                | 7                | 8                | 9                | 10               |
| 2                             | −1               | 0                | 1                | 2                | 3                | 4                | 5                | 6                | 7                | 8                | 9                | 10               | 11               |
| 1                             | 0                | 1                | 2                | 3                | 4                | 5                | 6                | 7                | 8                | 9                | 10               | 11               | 12               |
| 1/2                           | 1                | 2                | 3                | 4                | 5                | 6                | 7                | 8                | 9                | 10               | 11               | 12               | 13               |
| 1/4                           | 2                | 3                | 4                | 5                | 6                | 7                | 8                | 9                | 10               | 11               | 12               | 13               | 14               |
| 1/8                           | 3                | 4                | 5                | 6                | 7                | 8                | 9                | 10               | 11               | 12               | 13               | 14               | 15               |
| 1/15                          | 4                | 5                | 6                | 7                | 8                | 9                | 10               | 11               | 12               | 13               | 14               | 15               | 16               |
| 1/30                          | 5                | 6                | 7                | 8                | 9                | 10               | 11               | 12               | 13               | 14               | 15               | 16               | 17               |
| 1/60                          | 6                | 7                | 8                | 9                | 10               | 11               | 12               | 13               | 14               | 15               | 16               | 17               | 18               |
| 1/125                         | 7                | 8                | 9                | 10               | 11               | 12               | 13               | 14               | 15               | 16               | 17               | 18               | 19               |
| 1/250                         | 8                | 9                | 10               | 11               | 12               | 13               | 14               | 15               | 16               | 17               | 18               | 19               | 20               |
| 1/500                         | 9                | 10               | 11               | 12               | 13               | 14               | 15               | 16               | 17               | 18               | 19               | 20               | 21               |
| 1/1000                        | 10               | 11               | 12               | 13               | 14               | 15               | 16               | 17               | 18               | 19               | 20               | 21               | 22               |
| 1/2000                        | 11               | 12               | 13               | 14               | 15               | 16               | 17               | 18               | 19               | 20               | 21               | 22               | 23               |
| 1/4000                        | 12               | 13               | 14               | 15               | 16               | 17               | 18               | 19               | 20               | 21               | 22               | 23               | 24               |
| 1/8000                        | 13               | 14               | 15               | 16               | 17               | 18               | 19               | 20               | 21               | 22               | 23               | 24               | 25               |

Z powyższych tabel możemy również ustalić, np., że fotografując w pochmurny dzień (EV=9) i dysponując  obiektywem o przesłonie 2,8 powinniśmy ustawić czas otwarcia migawki na 1/60 sekundy. W słoneczny dzień (EV=12), czas ten powinien być oczywiście krótszy i wynosić 1/500 s.

## Inne zastosowania

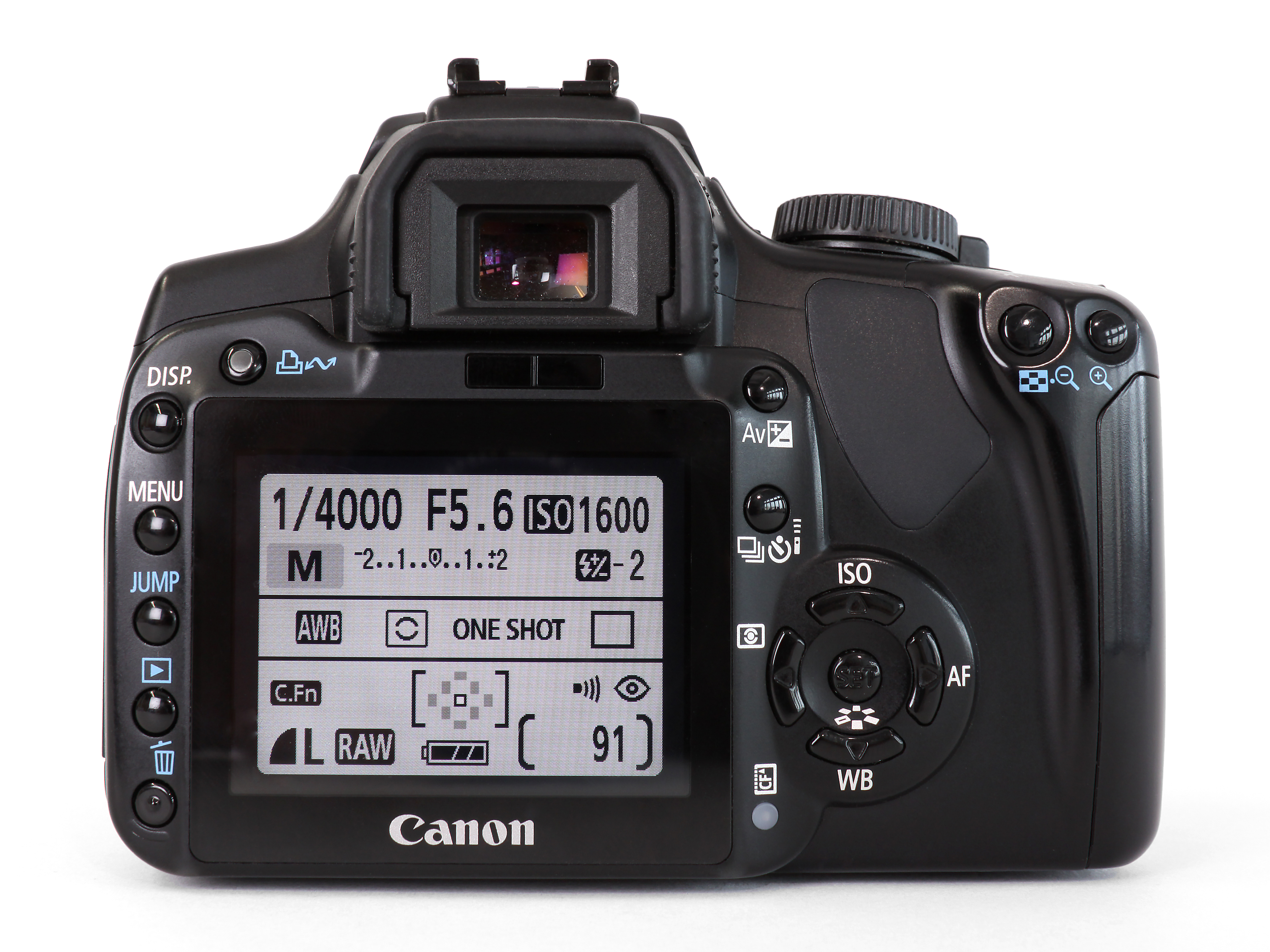
Na wyświetlaczu LCD aparatu widać skalę wycechowaną w stopniach EV do kompensacji ekspozycji. Obok (przy piktogramie z błyskawicą) znajduje się informacja o obniżeniu siły błysku lampy błyskowej o 2 EV.

Jednostki EV wykorzystywane są przy wprowadzaniu przez fotografującego korekty do automatycznie ustawionych przez aparat parametrów ekspozycji - jest to tzw. kompensacja ekspozycji. Przeważnie ekspozycję można zmieniać w zakresie od - 5 EV do +5 EV  z krokiem 0,3 EV. Na podobnej zasadzie możemy zwiększać lub zmniejszać siłę błysku lampy błyskowej.
W jednostkach EV podawana jest często efektywność mechanizmu redukcji drgań aparatu fotograficznego lub obiektywu.  Przykład: efektywność mechanizmu redukcji drgań 3 EV oznacza, że jeżeli przy wyłączonym mechanizmie redukcji drgań można było wykonywać nieporuszone zdjęcia przy czasie otwarcia migawki nie dłuższym niż np. 1/60 sekundy, to po jego włączeniu czas ten można wydłużyć do 1/8 sekundy.